# Squidbillies
Los calamareños (Squidbillies en la versión original) es una serie animada estadounidense producida por Williams Street. En Hispanoamérica fueron emitidas las tres primeras temporadas por el canal de Adult Swim (en Cartoon Network) durante los años 2007 y 2008. En Hispanoamérica actualmente se emite en el bloque Adult Swim por el canal I.Sat. Debido a la política del canal de emitir las producciones en idioma original, es transmitido en inglés con subtítulos en español. En España también se emite en el bloque Adult Swim por el canal TNT.

## Trabajadores en la serie
Fue creado y escrito por Dave Willis de Aqua Teen Hunger Force y Jim Fortier (creador de la serie previa Fantasma del Espacio de Costa a Costa). La animación en esta serie es proporcionada por Radical Axis y la escenografía fue realizado por Ben Prisk. 

## Trama
La serie animada trata sobre la familia de Desdentado, una familia pobre de calamares antropomórficos que viven en la región de Georgia (EE. UU.), en las montañas de Blueridge. La serie animada gira en torno a la explotación de un padre alcohólico, que es, a menudo, una explotación abusiva y cómica hacia su familia.

## Episodios
Ha habido un total de 95 episodios durante nueve temporadas de la serie. La serie también se emitió en la sindicación en otros países y se ha lanzado en varios equipos de DVD y otras formas de medios para el hogar, incluyendo streaming bajo demanda en Hulu Plus.
La serie animada fue renovada para una décima temporada y constará de 15 episodios, que saldrá al aire en el verano de 2016.

## Personajes
- Desdentado Es el patriarca y líder de la familia. Se la pasa mandando a su hijo colorado. Ha estado muchas veces en la cárcel, sin embargo, salió en libertad condicional, pero si su hijo Colorado muere, debe regresar a la cárcel según Sheriff, el policía. Siempre en cada episodio se cambia de gorra de camionero, con algún tipo de broma o comentario sexual. La gorra que se ve que lleva casi siempre dice "Cazador del botín" (que se muestra en el mayor número de episodios, así como casi todo el material promocional), parece servirle como su gorra favorita. Es analfabeto, malhablado, alcohólico y exconvicto. És también rápido para enojarse, a menudo se expresa de manera violenta a través de su escopeta, un cuchillo, o lo que sea que tenga cerca. Corre una serie de empresas de casas ilegales, incluyendo la producción de "pino cono de licor", el cultivo y distribución de marihuana, así como la producción y venta de metanfetamina. Se ha insinuado varias veces que él tiene una relación incestuosa con su hermana, Lily (aparentemente sin su consentimiento, como cuando aparece ella al sin conocimiento en cada caso). Es orgulloso de su estilo de vida campesino y disfruta de la caza, la pesca, de las ranas dando conciertos, de las observaciones de artes marciales mixtas, de beber "parte del licor" (una miríada de "bebidas embriagantes y potencialmente letales"), y del NASCAR. Se le representa como un entusiasta aficionado al fútbol con el equipo Georgia Bulldogs, como son la mayoría de los personajes de la serie.

- Colorado Es un calamar de 15 años, amarillo con pelos anaranjados y parados. Cuando él nació su mamá lo dejó con su papá Desdentado. Siempre es víctima de los descaros de su papá. És un calamar torpe, infantil y joven. Se busca la aprobación de su padre en casi todo lo que hace. Tiene mejor sentido de la moral que el resto de su familia y muestra en alguna ocasiones compasión. Al igual que su papá, exhibe los intereses del campesino sureño estereotipado y sus costumbres. No es, sin embargo, tan naturalmente violento como su papá, y con frecuencia fracasa en sus intentos de imitar abiertamente los prejuicios del mundo. Colorado tiene las similitudes faciales del macho sureño estereotipado: Dientes en mal estado y acné. Su nombre completo (al menos en la versión en inglés)es Russel Jesse James Kenny the Gambler Rogers #3 The Intimidator Dale (uh) Earnhardt Kenny the Gambler Rogers America's #1 Cuyler.

- Tía Lily Es una prostituta chichona que le gusta subir fotos de sus nalgas a internet. Ella odia a la mamá de Colorado por dejarlo. Es la hermana de Desdentado. Según varios episodios, posee un laboratorio clandestino de cristal, en donde hacea metanfetamina y prueba el funcionamiento de la marihuana, además de ser ella un usuario conocido de sus propios productos. Aparte de su gran peluca rubia con rizos similar a la Hedwig Schmidt (de Hedwig y la pulgada furiosa, que los creadores admitieron ser grandes fanes), lleva mucha sombra de ojos color aguamarina azul, uñas extremadamente largas (que son falsas) en sus tentáculos, tiene un par de pechos sobresalidos y la piel de color azul-verde oscuro. Tiene voz ronca, que a menudo, es interrumpida por su tos y su adicción al cigarrillo. Se muestra que el humo de los cigarrillos que fuma ha sustituido a la mayoría de la sangre en sus venas y que también sufre de hepatitis D. Con frecuencia se desmaya en su propia suciedad y / o vómito, debido al uso de sus propios fármacos. Se muestra muchas veces que no utiliza protección al tener sexo.

- Tía Anciana Es una anciana anticuada y despistada de baja estatura, sus muletas son muy grandes para ella. Por razones inexplicables, es de color púrpura, en contraste con el resto de su familia que es de color verde. Tiene solo cinco tentáculos. Es un cristiana devota y ve regularmente visiones de "calamar Jesús", aunque al igual que el resto de su familia, no tiene miedo de la violencia o el lenguaje grosero. Es multilingüe, ya que ella muestra hablar árabe y español. Es propensa a confundirse acerca de su situación y su paradero actual debido a su demencia senil extrema. Es ninfómana y se da a entender que ella tiene una relación incestuosa con Lily (también aparentemente sin consentimiento), y ha animado a Colorado a rascarse los genitales. Ella sufre de varios problemas de salud, incluyendo una vesícula biliar en defectuosa, pero parece que no puede morir (esto puede ser debido a sus repetidos intentos de molestar a Calamar Jesús, que en un momento muestran ordenar a ángeles para vuelvan a la vida, solo para que él no tenga que tratar con ella). Ella es aparentemente un autor publicado, su libro "E está para Equina" hacer una breve aparición en el episodio 5 de la segunda temporada. En "Holosección sureño", su fantasía holográfica es que se mata con una escopeta y está enterrado en el cementerio. Su verdadero nombre es Ruby Jean.

- Sheriff, el Policía Es el policía del pueblo. Es una persona muy amable. Tiene tatuajes sobre la historia de los blancos en su pecho y siempre anda con un cigarro en la mano. Va en la escuela de danza y según el primer episodio, dice que morirá de enfisema en 3 años. Tiene una estrecha relación muy amistosa con la familia cuyler, a pesar de que la familia tiene sus propias tendencias destructivas. Se revela en un episodio que el Sheriff es un homosexual que estaba poseído por un demonio homosexual y que una vez eliminado el demonio, sigue siendo homosexual. El Sheriff en realidad es un clon de Dan Halen, posiblemente debido a él que era mutilado y matado constantemente por las acciones de delincuentes y del clan Cuyler. Aparte, hay otros clones, que se cultivan en un campo de maíz y durante la primera temporada, a algunos se muestran luchando por la posición del papel del Sheriff. En las temporadas más recientes, los clones normales (junto a Denny) han demostrado que trabajan como diputados en virtud de un Sheriff principal. Dan Halen (y el pueblo) parecen tolerar esta disposición, ya que él y el condado de Dougal proporcionan una fuerza de policía más grande.  Se reveló que su verdadero nombre es Sharif.

- Denny Es un clon del Sheriff (un pequeño clon, con formato incorrecto) que sirvió brevemente como el sheriff cuando el Sheriff le preguntó a Dan Halen si podía detener la fusión de la carne de los residentes del condado. Él tiene un mal control de los impulsos, un gran hueco en la cabeza, y al parecer fue sustituido poco después por otro, físicamente por un clon más exacto. Desde entonces ha sido visto ayudar al sheriff con sus funciones de aplicación de la ley, actuando como su compañero. En algunos episodios, Denny se demuestra que es un poco más inteligente que el Sheriff, sobre todo cuando se trata de trabajo de detective como los incidentes que implican la investigación de la familia Cuyler.  Denny también es conocido por ser un disc jockey, conocido por el nombre artístico de "DJ DEN-E".

- Krystal Es la madre biológica de Colorado y esposa de Desdentado. Es una mujer caucásica y muy obesa. Siempre está acostada en un colchón sucio sobre un depósito de chatarra, tomando soda y viendo la televisión. Ella se separó de desdentado porque le dijo "Desdentado, quiero una grabadora con audífonos y te doy sexo" y cuando se los robó Desdentado, ella estaba teniendo sexo en un baño público con una serpiente. Ella tiene una voz extremadamente baja y de largo aliento.

- Dan Halen Es el jefe de Desdentado. Es un erizo con forma de pera hasta las rodillas y es un antagonista principal. Él es la encarnación del mal que ha vivido desde el principio del tiempo y personalmente controla casi todos los aspectos de Dougal Condado (al igual que la mayor parte del norte de Georgia). Él está a cargo de Dan Halen Sheetrock International, una corporación multinacional responsable de la roca de la hoja, "peligroso" (en lugar de simplemente insegura) muebles para el bebé, la venta de armas a países del tercer mundo, varias duchas laterales peligrosos y varias otras empresas. Su nombre, peinado, y símbolo de la empresa son referencias directas a la banda Van Halen. Tolera la presencia de la familia Cuyler por razones desconocidas, con frecuencia involucrándolos en sus planes de hacer dinero. Emplea el grueso incompetente tempranacomo CEO de Dan Halen Int'l a los efectos de limitar su propia responsabilidad legal como resultado de su frecuencia ideas de negocios desastrosos y homicidas. Él también ha empleado la familia Cuyler en varias ocasiones como pruebas de los productos, los trabajadores y los sujetos de prueba (a menudo realizando trabajos peligrosos, letales y / o con riesgo para la salud), usándolos básicamente de mano de obra prescindible y barata. Se revela que Dan Halen dirige un gobierno en la sombra llamado "Las serpientes en la Ronda" y uno de sus muchos frentes es la oficina del Sheriff del condado de Dougal. Las serpientes en la Ronda es también responsable de la creación y mantenimiento de la granja de clonación del Sheriff. Parece tener el control sobre los medios de comunicación locales y nacionales. Se lo ha visto interactuando con Satanás.

A pesar de ser uno de los más (si no el más) ser inteligente en el condado de Dougal, sus planes y proyectos empresariales en ocasiones son contraproducentes. También se muestra que es tan ignorante como el resto de la población del condado de Dougal, ya que su ignorancia por lo general gira en torno a su falta de comprensión de la ciencia y sus limitaciones. A pesar de su control sobre el condado de Dougal y sus ciudadanos, varios de ellos (como el Sheriff, el doctor y el reverendo) han cuestionado tanto su autoridad y sus planes en varios momentos (por lo general por motivos que implican la moral, pública seguridad / bienestar o la lógica), sin embargo Dan Halen por lo general se las arregla para convencer a los que están equivocados a través de algún tipo de engaño o la eliminación (ya sea degradación o matanza). Su madre es el único miembro de su familia que apareció hasta el momento.
- Reverendo Tiene la forma de una lágrima obesa y enfundada, con un chaleco púrpura y zapatos. Preside en la iglesia donde la familia Cuyler y el sheriff asisten. También es propietario de la tienda de colchones local. Él le tiene miedo de la familia Cuyler, cuestionando cuál es su lugar en el "plan de Dios". Él es una figura de la hipocresía religiosa debido a sus crisis morales y presentación regular de vez en cuando a la tentación. En un episodio que no se le admitió al cielo (a pesar de la admisión de casi todos los demás residentes del condado de Dougal), le provocó la pregunta de si él es un verdadero cristiano. Otro caso en el que puso en duda su fe fue cuando el hermanastro de Dios aparece y revela que él no es su Dios, porque el hermanastro del padre de Dios se divorció dos veces, entonces intentó encontrar una respuesta en su biblia, pero después de hojear y al no encontrar respuestas cayó al suelo y comenzó a llorar. Junto con su hipocresía religiosa, es también religiosamente intolerante de las cosas que él ve como algo malo (como los libros y películas de Harry Potter, los experimentos científicos y la venta de bebidas alcohólicas los domingos), a pesar de que se ha demostrado que el apoya el aborto y la pena de muerte cuando se trataba de un miembro de la familia Cuyler. Su odio a la familia Cuyler puede ser debido al abuelo cuyler y el robo del preciado sistema de la caja de CD Clay Aiken del reverendo de Ga Ga Pee Papanicolaou. Esta fue la principal razón del reverendo para apoyar su ejecución (a pesar del hecho de Ga Ga Pee Papanicolaou nunca había matado a nadie ni hecho nada para merecer la pena de muerte).

- Viborino La serpiente del pueblo. Él se casó con la mamá de Colorado.

- Tammi Aparece a partir de la sexta temporada. Tammi es la novia de Colorado con la que tuvo un bebé. Tammi también se revela como la hija de Krystal. Ella también tiene una aversión hacia Desdentado por su intento de separarlos, seguido por su intento de asesinato durante su estancia en la cárcel hasta que sea liberado por el tiempo que ella le dio a luz a su hijo Macho Man Randy Cuyler (que no se parece tanto a un calamar) en el inicio de la séptima temporada. Tammi y Colorado se separaron rápidamente cuando Tammi decidió que tenía que hacer lo que era mejor para hijo. Su estilo de vida es pobre y se la pasa andando con poca ropa y sin calzado.

### Sitios en inglés
- Trampamortal.com - Sitio fanático
- Sitio oficial en AdultSwim.com Archivado el 27 de octubre de 2017 en Wayback Machine.
- AdultSwim.co.uk - Sitio de Adult Swim en el Reino Unido
- www.TruckBoatTruck.com - Sitio fanático
- Los calamareños en Internet Movie Database (en inglés).
- Artículo en la revita Gelf

- Datos: Q2044283